# 错拉坚
错拉坚是一个位于中国四川省若尔盖县的湖泊，面积约为5平方千米。